# Proxies
Proxies è un film muto del 1921 diretto da George D. Baker. La sceneggiatura, che si deve allo stesso regista, si basa sull'omonimo racconto di Frank R. Adams apparso su Cosmopolitan nell'agosto 1920. Prodotto dalla Cosmopolitan Productions e dalla Famous Players-Lasky Corporation, il film aveva come interpreti Norman Kerry, Zena Keefe, Paul Everton, William H. Tooker.

## Trama

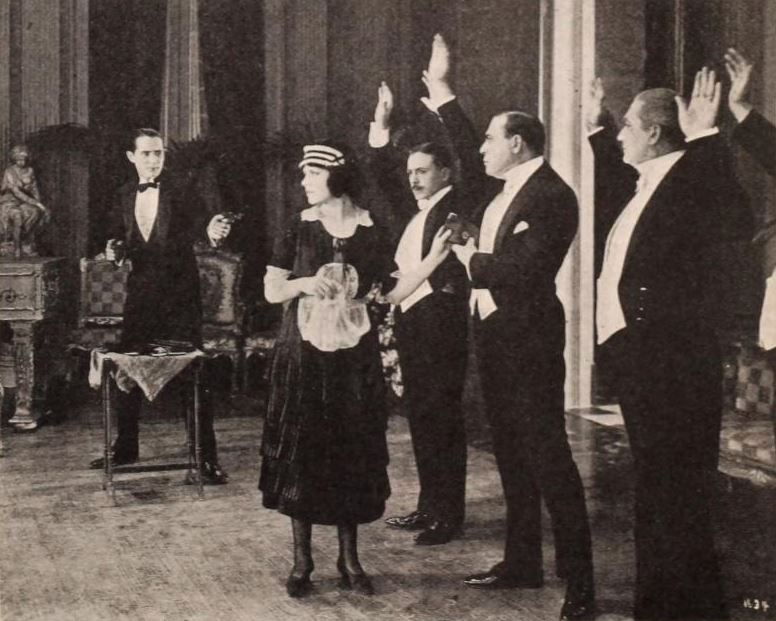
Norman Kerry, Zena Keefe, Paul Everton e William H. Tooker

John Stover riconosce nel maggiordomo del ricco Christopher Darley un ex detenuto, Peter Mendoza, e informa della cosa Darley. Mendoza però, un ex criminale come Clare, la sua fidanzata, si è redento e non vuole più avere nulla da spartire con la malavita. Così, quando Stover gli prospetta un coinvolgimento in un piano criminoso, rifiuta di parteciparvi. Stover riesce ad ottenere una procura che gli permetterà di rovinare Darley ma Mendoza, insieme a Clare che lavora pure lei nella casa come cameriera, minaccia con una pistola gli ospiti, ruba il documento e poi lo brucia. Dopo essere riusciti a fuggire, i due riveleranno a Darley il motivo che li ha spinti a comportarsi in quella maniera. Darley, grato, regalerà alla coppia come dono di nozze una casa in campagna.

## Produzione
Il film fu prodotto dalla Cosmopolitan Productions e Famous Players-Lasky Corporation.

## Distribuzione
Il copyright del film, richiesto dalla Cosmopolitan Productions, fu registrato il 7 maggio 1921 con il numero LP16485.

Distribuito dalla Paramount Pictures, il film uscì nelle sale statunitensi il 1º maggio 1921. In Francia, prese il titolo Le Rachat du passé.
Copie complete della pellicola si trovano conservate negli archivi della Library of Congress di Washington.